# Campeonato Europeo de Nacra 17
El Campeonato Europeo de Nacra 17 es la máxima competición de la clase de vela Nacra 17 a nivel europeo. Se realiza anualmente desde 2013 bajo la organización de la Federación Europea de Vela (EUROSAF). Este tipo de vela mixta es una clase olímpica desde los Juegos Olímpicos de Río de Janeiro 2016.

## Palmarés
| Núm. | Año  | Sede                       | Oro                                                | Plata                                       | Bronce                                           |
| ---- | ---- | -------------------------- | -------------------------------------------------- | ------------------------------------------- | ------------------------------------------------ |
| I    | 2013 | Dervio · ( Italia)         | Coen de Koning · Mandy Mulder · Países Bajos       | Moana Vaireaux Manon Audinet Francia        | François Morvan Marie Riou Francia               |
| II   | 2014 | La Grande-Motte ( Francia) | Iker Martínez · Tara Pacheco · España              | Vittorio Bissaro · Silvia Sicouri · Italia  | Billy Besson Marie Riou Francia                  |
| III  | 2015 | Barcelona · ( España)      | Benjamin Saxton Nicola Groves Reino Unido          | Allan Nørregaard Anette Viborg Dinamarca    | Vittorio Bissaro · Silvia Sicouri · Italia       |
| —    | 2016 | —                          | No realizado                                       | No realizado                                | No realizado                                     |
| IV   | 2017 | Kiel · ( Alemania)         | Ruggero Tita · Caterina Banti · Italia             | Fernando Echávarri · Tara Pacheco · España  | Benjamin Saxton Katie Dabson Reino Unido         |
| V    | 2018 | Gdynia · ( Polonia)        | Ruggero Tita · Caterina Banti · Italia             | Fernando Echávarri · Tara Pacheco · España  | Christian Peter Lübeck Lin Cenholt Dinamarca     |
| VI   | 2019 | Weymouth ( Reino Unido)    | Benjamin Saxton Nicola Boniface Reino Unido        | John Gimson Anna Burnet Reino Unido         | Christian Peter Lübeck Lin Cenholt Dinamarca     |
| VII  | 2020 | Attersee · ( Austria)      | Ruggero Tita · Caterina Banti · Italia             | Quentin Delapierre Manon Audinet Francia    | Vittorio Bissaro · Maelle Frascari · Italia      |
| VIII | 2021 | Salónica · ( Grecia)       | John Gimson Anna Burnet Reino Unido                | Gianluigi Ugolini · Alice Cialfi · Italia   | Titouan Pétard Lou Berthomieu Francia            |
| IX   | 2022 | Aarhus ( Dinamarca)        | Ruggero Tita · Caterina Banti · Italia             | Akseli Keskinen · Sinem Kurtbay · Finlandia | Gianluigi Ugolini · Maria Giubilei · Italia      |
| X    | 2023 | Vilamoura ( Portugal)      | John Gimson Anna Burnet Reino Unido                | Ruggero Tita · Caterina Banti · Italia      | Gianluigi Ugolini · Maria Giubilei · Italia      |
| XI   | 2024 | Palermo · ( Italia)        | Scipio Houtman · Willemijn Offerman · Países Bajos | Gianluigi Ugolini · Maria Giubilei · Italia | Kwinten Borghijs · Lieselotte Borghijs · Bélgica |
| XII  | 2025 | Salónica · ( Grecia)       | John Gimson Anna Burnet Reino Unido                | Gianluigi Ugolini · Maria Giubilei · Italia | Tim Mourniac Aloïse Retornaz Francia             |

## Medallero histórico
- Actualizado a Salónica 2025.

| Núm. | País         | Oro | Plata | Bronce | Total |
| ---- | ------------ | --- | ----- | ------ | ----- |
| 1    | Reino Unido  | 5   | 1     | 1      | 7     |
| 2    | Italia       | 4   | 5     | 4      | 13    |
| 3    | Países Bajos | 2   | 0     | 0      | 2     |
| 4    | España       | 1   | 2     | 0      | 3     |
| 5    | Francia      | 0   | 2     | 4      | 6     |
| 6    | Dinamarca    | 0   | 1     | 2      | 3     |
| 7    | Finlandia    | 0   | 1     | 0      | 1     |
| 8    | Bélgica      | 0   | 0     | 1      | 1     |
|      | TOTAL        | 12  | 12    | 12     | 36    |